# Theridiosoma blaisei
Theridiosoma blaisei är en spindelart som beskrevs av Simon 1903. Theridiosoma blaisei ingår i släktet Theridiosoma och familjen strålspindlar.
Artens utbredningsområde är Gabon. Inga underarter finns listade i Catalogue of Life.